# بازار بین‌المللی

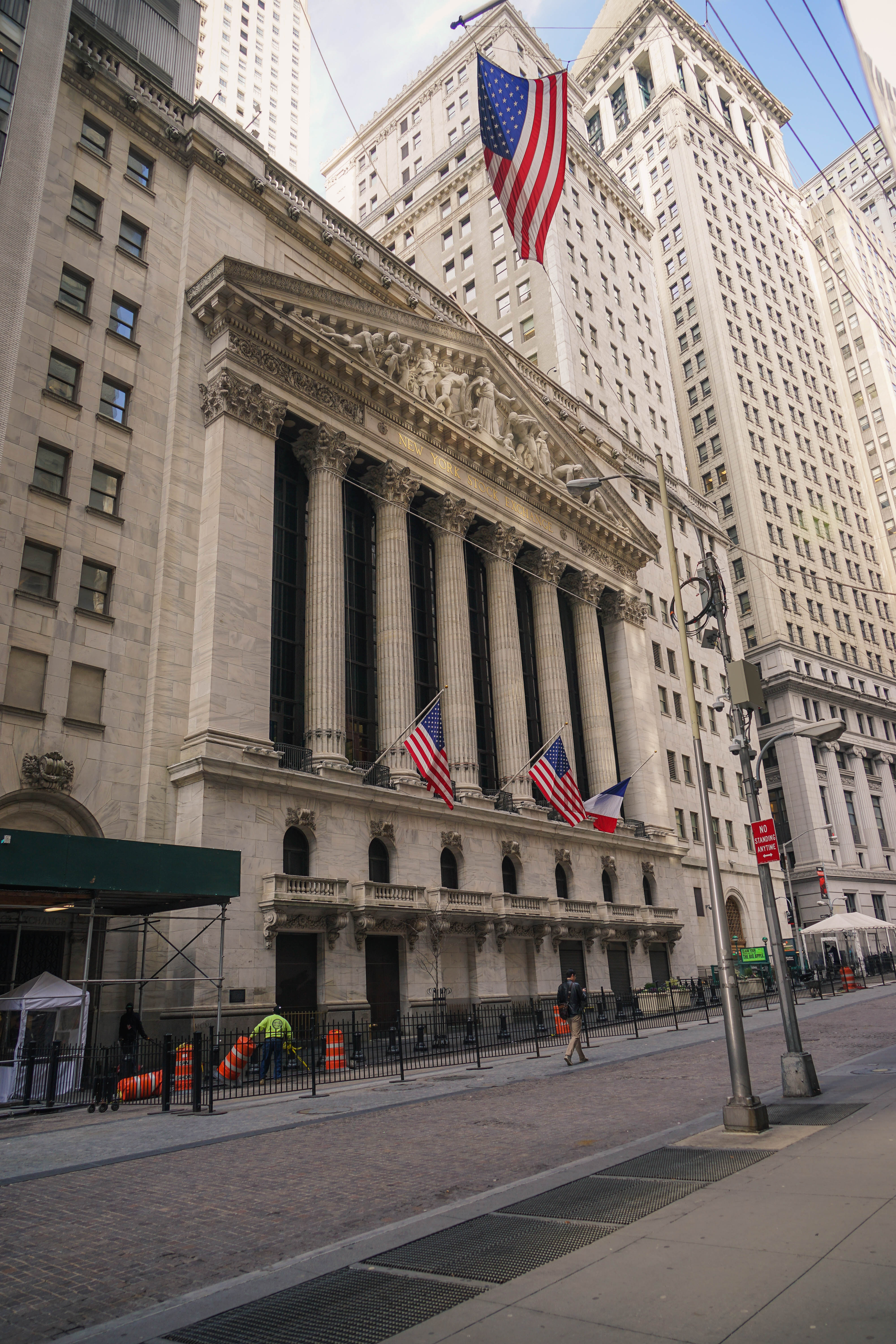
بورس نیویورک

در پنجاه سال گذشته، گسترش مبادلات کالا آن هم تا این اندازه که فاصله و مسافت فرهنگ‌ها را به چند گام تبدیل کرده، به ذهن هیچ انسانی خطور نمی‌کرد. هر چند امروز همه این کم و بیش در همه جای دنیا اتفاق افتاده است. شعار خودکفایی، جای خود را به شعارهایی نظیر تلاش برای یافتن جایگاهی مناسب در بازار بین‌المللی داده است. با توجه به این مسائل سازمان باید به صورت و شکلی از درک کامل محیط بازار بین‌المللی برسند. این بازار در دو دهه اخیر تغییرات شگرفی داشته‌است که موجبات ایجاد فرصت‌ها و موانع بسیاری شده‌است. حجم مبادلات بین‌المللی در صنایع اتومبیل سازی، الکترونیک و غیره رشد چشمگیری داشته‌است. شرکت‌های چند ملیتی علاوه بر گسترش فعالیت‌های بازار یابی خود، امکانات تولید خود رد کشورهای مختلف را افزایش داده‌اند که این گونه شرایط موجب ایجاد اقتصاد صنعتی در کشورهای جهان شده‌است و جهان را به سوی صنعتی شدن می‌کشاند. برخی کشورها صادرکنندگان عمده کالاهای صنعتی و سرمایه هستند. آن‌ها مبادلات بسیاری با هم انجام می‌دهند و واردکنندگان مواد خام و کالاهای نیمه ساخته به‌شمار می‌آیند. همچنین این کشورها یا واردکنندگان بازار خوبی برای کالاهای صنعتی با ارزش افزوده کم و انواع گوناگون کالاهای مصرفی‌اند. هر چند بسیاری از کشورهای دنیا در تلاش هستند که از رقبا پیشی گیرند و بازار صادرات را به دست آورند.